# Giovambattista Andreini
Giovambattista Andreini, także Giovan Battista Andreini lub Giambattista Andreini (ur. 9 lutego 1576 we Florencji, zm. 7 czerwca 1654 w Reggio nell’Emilia) – włoski aktor, poeta i dramaturg. 
Był synem Francesca i Isabelli Andreinich. Giovambattista Andreini po obojgu rodzicach odziedziczył talent aktorski i zamiłowanie do teatru, a po matce, poetce, dodatkowo zdolności literackie. Był poetą i dramaturgiem. Napisał między innymi poemat w dwudziestu pięciu pieśniach oktawą L'Olivastro ovvero il poeta sfortunato (Bolonia, 1642) i dramat Adamo. Sztuka ta możliwe, że była źródłem inspiracji dla Johna Miltona przy pisaniu Raju utraconego.